# Óscar Andrés Rodríguez Maradiaga
Óscar Andrés Rodríguez Maradiaga SDB (ur. 29 grudnia 1942 w Tegucigalpie) – honduraski duchowny rzymskokatolicki, salezjanin, doktor filozofii i nauk teologicznych, rektor  Salezjańskiego Instytutu Filozoficznego w Gwatemali w latach 1975–1978, biskup pomocniczy Tegucigalpy w latach 1978–1993, administrator apostolski sede vacante diecezji Santa Rosa de Copán w latach 1981–1984, sekretarz generalny Rady Episkopatów Latynoamerykańskich CELAM w latach 1987–1991, arcybiskup metropolita Tegucigalpy w latach 1993–2023, administrator apostolski sede vacante diecezji San Pedro Sula w latach 1993–1995, przewodniczący Rady Episkopatów Latynoamerykańskich CELAM w latach 1995–1999, przewodniczący Konferencji Episkopatu Hondurasu w latach 1997–2003, kardynał prezbiter od 2001, przewodniczący Caritas Internationalis w latach 2007–2015, koordynator Rady Kardynałów w latach 2013–2023, od 2023 arcybiskup senior archidiecezji Tegucigalpy.

## Życiorys
3 maja 1961 wstąpił do zakonu salezjanów. Kształcił się w instytucie zakonnym Don Rua w San Salwador (Salwador), gdzie obronił doktorat z filozofii, ponadto studiował w kilku uczelniach rzymskich (na Papieskim Athenaeum Salezjańskim uzyskał tytuł doktora teologii, a na Papieskim Uniwersytecie Laterańskim doktora teologii moralności). Zdobył także dyplom z psychologii klinicznej i psychoterapii na uniwersytecie w Innsbrucku (Austria). Ma ponadto wykształcenie muzyczne, studiował grę na fortepianie w konserwatorium w San Salwador oraz harmonię i kompozycję w Gwatemali i Newton (USA). Święcenia kapłańskie przyjął w Gwatemali 28 czerwca 1970.
Pracował jako nauczyciel różnych przedmiotów – m.in. chemii, teologii i muzyki sakralnej – w szkołach salezjańskich w Gwatemali. W latach 1975–1978 był rektorem Salezjańskiego Instytutu Filozoficznego w Gwatemali.
28 października 1978 został mianowany biskupem pomocniczym Tegucigalpa, ze stolicą tytularną Pudentiana; sakry biskupiej udzielił mu 8 grudnia 1978 nuncjusz w Hondurasie arcybiskup Gabriel Montalvo Higuera. Pełnił funkcję administratora apostolskiego diecezji Santa Rosa de Copán w latach 1981–1984,. Brał udział w sesjach Światowego Synodu Biskupów w Watykanie, m.in. sesji specjalnej poświęconej Kościołowi w Ameryce (listopad-grudzień 1997) oraz w IV konferencji generalnej Episkopatów Latynoamerykańskich w Santo Domingo (Dominikana, październik 1992). 8 stycznia 1993 został promowany na arcybiskupa Tegucigalpa, do 1995 pełnił także funkcję administratora apostolskiego diecezji San Pedro Sula. W 2017 w związku z ukończeniem 75 lat, złożył rezygnację z pełnionej funkcji, jednak papież zlecił mu dalsze sprawowanie urzędu.
W latach 1987–1991 był sekretarzem generalnym Rady Episkopatów Latynoamerykańskich CELAM, a 1995–1999 jej przewodniczącym; 1997–2003 stał na czele Konferencji Episkopatu Hondurasu. 21 lutego 2001 Jan Paweł II mianował go kardynałem, nadając tytuł prezbitera S. Maria della Speranza.
Kardynał Rodríguez Maradiaga był wymieniany w gronie papabili, faworytów do następstwa po zmarłym w kwietniu 2005 papieżu Janie Pawle II oraz po rezygnacji papieża Benedykta XVI w 2013 roku. Otwarty na współpracę z innymi Kościołami chrześcijańskimi, oprócz hiszpańskiego włada angielskim, niemieckim, włoskim, portugalskim i francuskim. Uznawany jest za jednego z najinteligentniejszych teologów; przyjaciel Bono, wokalisty U2; ma licencję pilota.
Od czerwca 2007 do maja 2015 był przewodniczącym Caritas Internationalis (konfederacji katolickich organizacji charytatywnych działających w 162 krajach).
Brał udział w konklawe 2013, które wybrało papieża Franciszka.
Decyzją papieża Franciszka od 13 kwietnia 2013 jest członkiem grupy dziewięciu kardynałów doradców (Rada Kardynałów), którzy służą radą Ojcu Świętemu w zarządzaniu Kościołem i w sprawach reformy Kurii Rzymskiej.
29 grudnia 2022 kończąc 80 lat utracił prawo do udziału w najbliższym konklawe.
26 stycznia 2023 papież Franciszek przyjął jego rezygnację z urzędu arcybiskupa metropolity Tegucigalpy.